# Drapelul statului Nevada

Steagul statului Nevada

Steagul statului Nevada constă dintr-un câmp albastru rectangular, având o stea pentagonală de culoare albă în colțul din stânga sus a steagului înconjurată de numele statului, Nevada. Deasupra este o panglică de culoare portocalie pe care se găsește scrisă cu majuscule negre îngroșate "BATTLE BORN", adică "născut în [toiul] bătăliei", ceea ce corespunde realității istorice, Nevada devenind cel de-al 36-lea stat al Uniunii în timpul Războiul civil american (1861 - 1865). Sub stea se găsesc două crenguțe verzi cu flori ale arborelui statului Nevada, așa-numitul în limba engleză en  sagebrush. 
Steagul actual are originea în design-ul unui concurs organizat în 1926.  Câștigătorul concursului, desenul realizat de Louis Shellback III, a fost subiectul revizuirii de către legislatura statului.  Dezacordul dintre cele camere ale parlamentului statului Nevada, (Senate și House of Representatives) a constat în acceptarea plasării sau nu a numelui statului pe steag. 
În cele din urmă, un anumit compromis a fost atins și, în 1929, guvernatorul statului Nevada, Fred B. Balzar, a semnat proiectul de lege al steagului Nevadei, confirmându-l ca lege.  Destul de straniu, în 1989, un specialist în legislație a descoperit că proiectul legii trimis spre semnare guvernatorului de atunci nu respecta exact condițiile înțelegerii.  O altă lege, emisă în 1991, explică limpede poziția numelui statului, sub stea și deasupra ramurilor de sagebrush, care este reflectată în imaginea steagului de azi. 